# Aven de l’Arquet
Der Aven de l’Arquet ist eine Schachthöhle in der Nähe der Kleinstadt Barjac im Département Gard in Südfrankreich.
Beim Ausräumen der Verfüllung wurden außergewöhnlich viele fossile Knochen und Zähne von Tieren und Menschen aus der Zeit des Mittel- und Jungpaläolithikums geborgen.

## Geographische Lage und Topographie
Der Aven de l’Arquet liegt auf 343 m Höhe in dem mit Eichenwäldern (Forêt communale de Barjac) bestandenen Kalksteinplateau Bois de Ronze, wenige Kilometer nordöstlich von Barjac. Die etwa 27 m tiefe Schachthöhle ist an einer Verwerfung im urgonischen Kalkstein des Plateau des Gras entstanden. Sie fällt senkrecht ab und verjüngt sich relativ gleichmäßig nach unten.
In der näheren Umgebung befinden sich weitere archäologische Fundstellen wie Orgnac 3, Baume de Ronze, der Aven d’Orgnac und mehrere Dolmen. Der Aven de l’Arquet ist über Forstwege erreichbar und aufgrund der Absturzgefahr mit einem Zaun gesichert.

## Forschungsgeschichte
Bei seiner Entdeckung Ende 1986 war der Schacht bis auf eine Tiefe von 6 m mit Sediment verfüllt. Im darauffolgenden Jahr räumten Mitgliedern der Cevennischen Gesellschaft für Höhlenforschung und Vorgeschichte von Alès SCSP (Société cevenole de spéléologie et de préhistoire d'Alès) die Höhle vollständig aus. Dabei kamen mehr als 100.000 fossile Überreste von Tieren und Menschen sowie 24 Steinartefakte zutage. Im Jahr 2002 übereignete die Gemeinde Barjac die in Kisten gelagerten Objekte dem Prähistorischen Museum in Orgnac-l’Aven. In einem multidisziplinären Forschungsprojekt wurde das Inventar ab 2004 näher untersucht. Das Schlämmen des Abraums erbrachte weitere Steinartefakte und Reste von Kleinfauna. Die klimatischen Bedingungen, die während der Verfüllung der Schachthöhle geherrscht haben, konnten durch Analyse von an den Höhlenwänden verbliebenen Sedimenten und Pollen rekonstruiert werden. Altersbestimmungen mit der Radiokarbonmethode (14C) an 26 Zähnen und Knochen ergaben für die Tierreste ein Alter zwischen 10.180 Jahren BP in 7,7 m Tiefe und 46.000 Jahren BP in 23,5 m Tiefe.
Der mit 47.900 Jahren BP älteste Fund stammt aus einer 3,5 m höheren Schicht.

## Funde
Mehr als 500 größere Raub- und Beutetiere waren seit dem ausgehenden Mittelpaläolithikum in den Schacht gestürzt und verendet. Möglicherweise wurden auch Kadaver bzw. Knochen infolge starker Niederschläge eingeschwemmt. Unter anderen konnten Reste folgender Tierarten bestimmt und die Mindestanzahl von Individuen (in Klammern angegeben) quantifiziert werden: Steppenbison (127), Ren (106), Rothirsch (78), Wildpferd (70), Rotfuchs (64), Wolf (24), Auerochse (14), Höhlenhyäne (5), Polarfuchs (3), Megaloceros (3), Luchs (2), Wildesel (2), Mammut (2) und Höhlenlöwe (?). Das Schlämmen des Abraums erbrachte zahlreiche Reste von Nagetieren, Insektenfressern und Reptilien. Die vielen vollständig und gut erhaltenen Knochen von Tieren in verschiedenen Entwicklungsphasen werden heute auch als umfangreiche Vergleichssammlung für taphonomische und archäozoologische Untersuchungen herangezogen.
Bei den menschlichen Überresten handelt es sich um acht Zähne und vier Schädelfragmente. Die Form und Größe von sieben Zähnen sprechen dafür, dass sie von einem etwa 8 Jahre alten Neandertaler stammen könnten. Einer der drei Schneidezähne wird einem jugendlichen Homo sapiens zugerechnet. Das 14C-Alter eines der Schädelfragmente beträgt 39.800 +/− 400 Jahre BP.
Da nur für wenige Steinartefakte stratigraphische Angaben vorliegen, kann deren Zuordnung zu einem Technokomplex lediglich anhand morphologischer Gesichtspunkte erfolgen. Die dem Neandertaler zugesprochene Levalloistechnik ist durch einen Kern, einen Schaber und vier retuschierte Abschläge repräsentiert. Im Inventar sind 23 Klingen und Klingenbruchstücke jungpaläolithischer Ausprägung vorhanden. Mehrere der teilweise bidirektional, also abwechselnd von beiden Seiten, am Kern abgebauten Stücke ließen sich zusammensetzen.

## Galerie

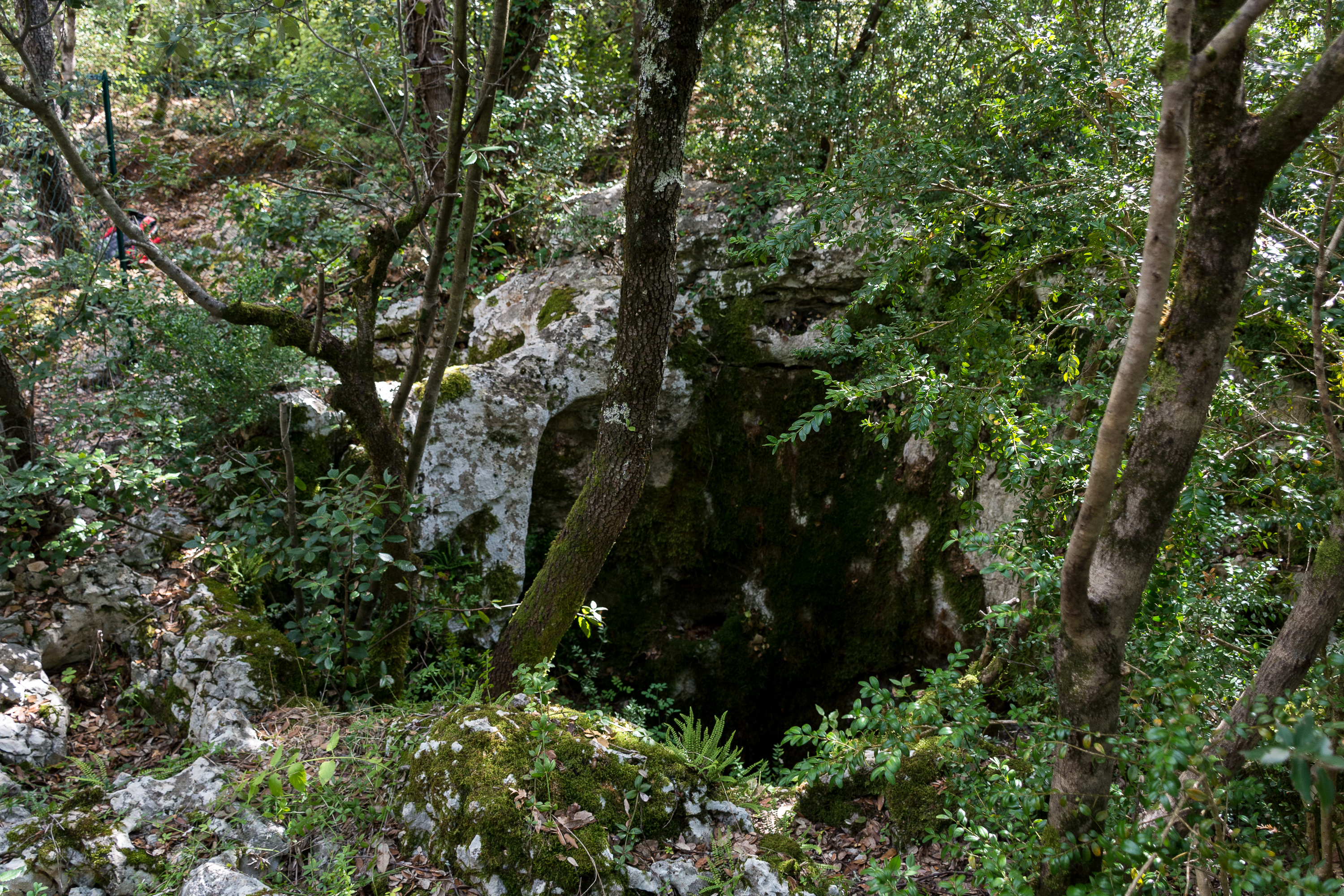
Der eingezäunte Höhleneingang
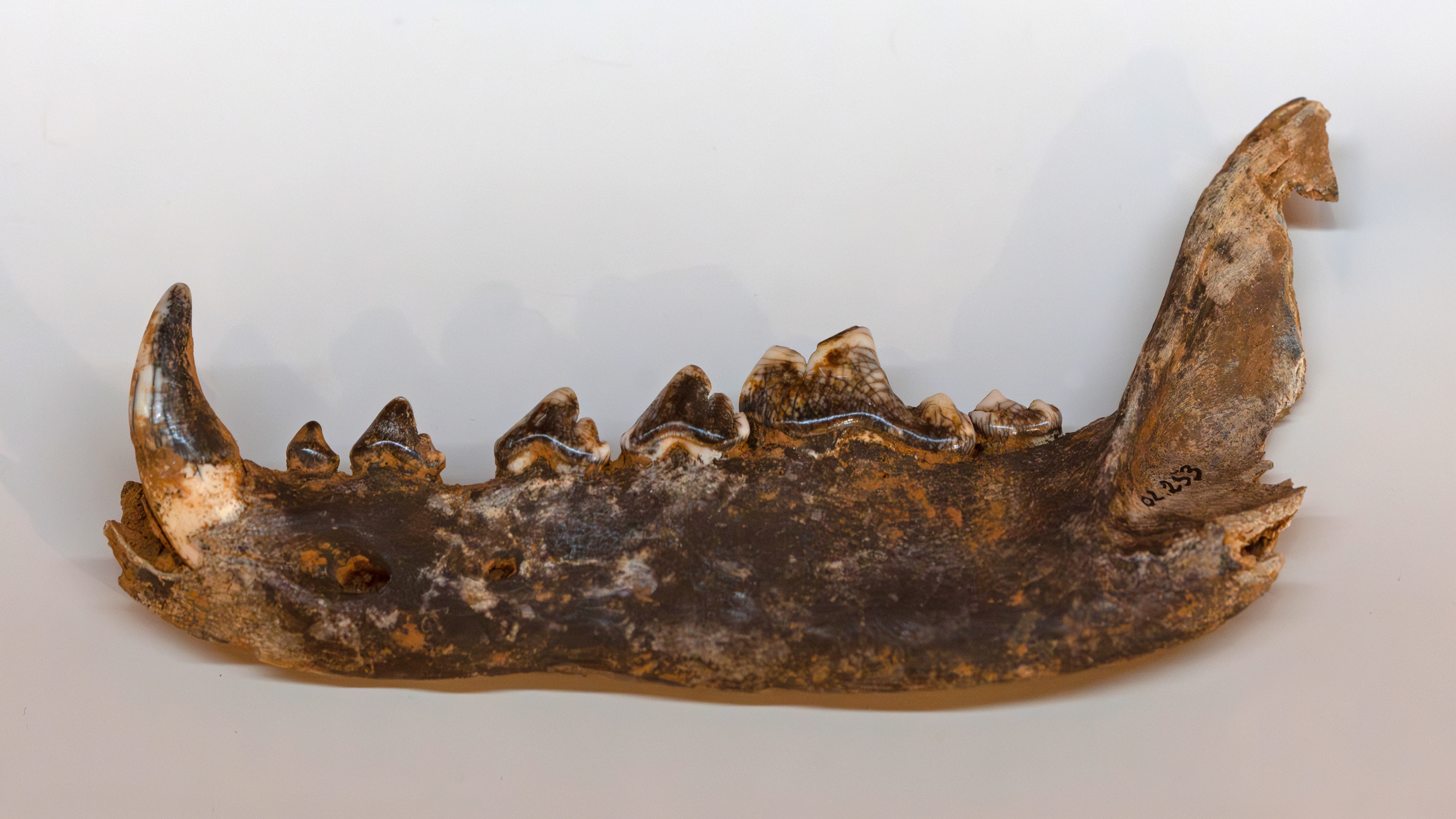
Neben fossilen Tierresten wie dieser fast vollständig erhaltenen Unterkieferhälfte eines Wolfs …
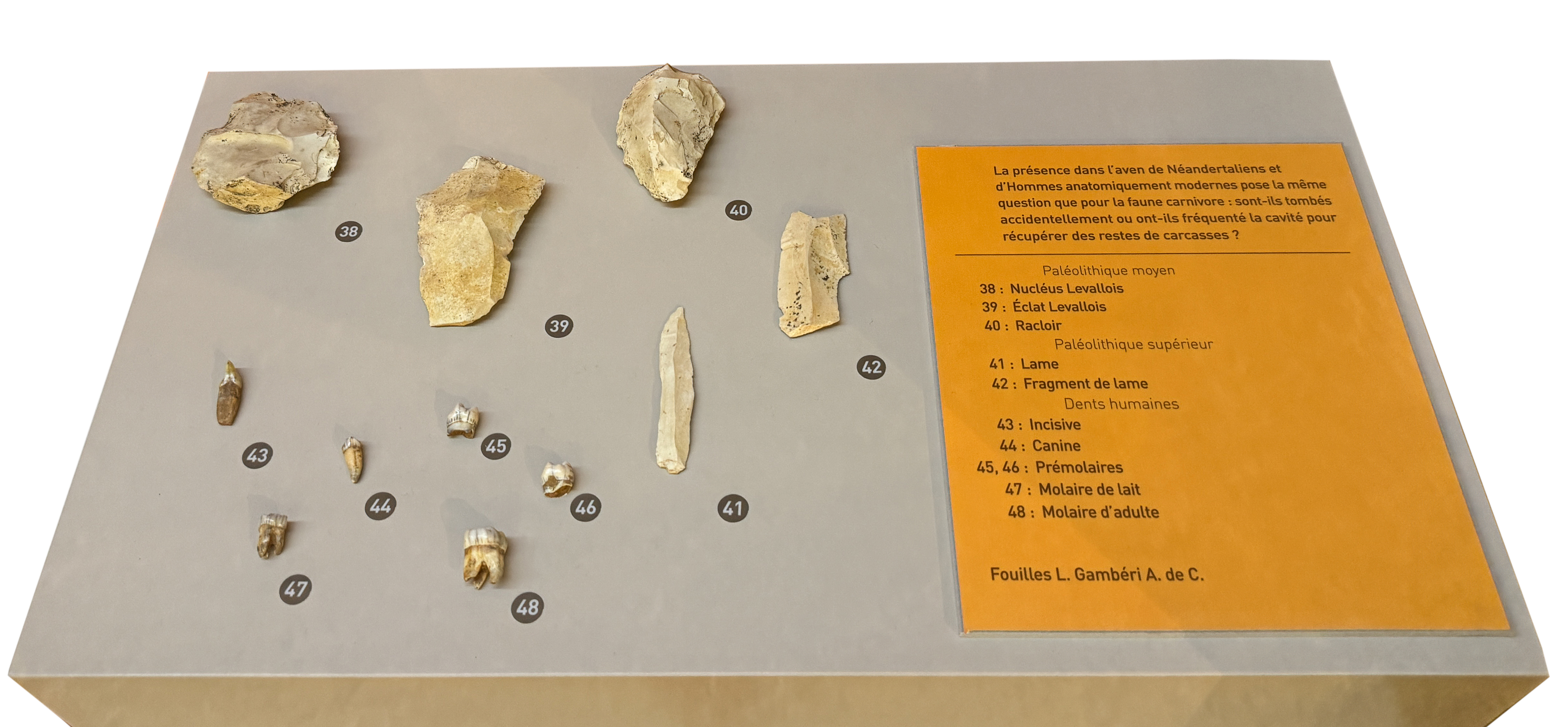
… befinden sich unter den 100.000 Funden auch einige Steinartefakte und menschliche Zähne